# Gare d'Eglinton
Cet article concerne la gare de trains de banlieue dans l'est de Toronto. Pour la station de métro, voir Eglinton (métro de Toronto).
La gare d'Eglinton est une gare de trains de banlieue à Toronto en Ontario. La gare est située à l'angle d'Eglinton Avenue et de Bellamy Road dans l'est de Toronto. La gare est desservie par la ligne Lakeshore East de GO Transit. Bien qu'elle porte le même nom, la gare est située à 14 km à l'est de la station de métro du même nom et n'a aucun lien avec celle-ci.

## Situation ferroviaire
La gare est située au point milliaire 323,2 milles (520,1 km) de la subdivision Kingston de Metrolinx, à trois voies, entre les gares de Scarborough et de Guildwood.
Malgré la proximité de cette gare avec les gares avoisinantes et la disponibilité des services de bus de la Commission de transport de Toronto (TTC), le stationnement incitatif est souvent plein, ce qui prouve la popularité du service ferroviaire dans le secteur. Trois voies sont posées le long de la subdivision Kingston entre Danforth et Guildwood, car GO Transit a construit une voie supplémentaire lors de la construction des gares en 1967.

## Histoire
La gare d'Eglinton a été mise en service en 1967 avec l'ouverture de la ligne Lakeshore de GO Transit entre Pickering et Hamilton. L'édicule actuel a été construit en 1978, et a été renové en 2000.
En septembre 2021, les travaux de mise en accessibilité de la gare ont débuté. Les améliorations comprendront quatre nouveaux ascenseurs et des cages d'escalier reliés aux deux tunnels piétonniers existants. L'achèvement des travaux est prévu en 2024.

## Service aux voyageurs

### Accueil
La billetterie de GO Transit est ouverte en semaine de 6 h à 20 h 45, les fins de semaine et jours fériés de 6 h 30 à 20 h 45. L'ambassadeur de la gare GO peut aider les clients à configurer un type de tarif ou à définir un trajet par défaut sur la carte Presto. Les clients disposent également d'options en libre-service, notamment l'achat d'un billet papier dans un distributeur automatique de billets, le chargement d'une carte Presto dans un distributeur automatique de billets compatible avec Presto, l'achat d'un billet électronique avec leur smartphone et le paiement au valideur avec une carte de crédit sans contact ou une carte Presto.
La gare est équipée d'une salle d'attente, des toilettes, des abris de quai chauffés, de Wi-Fi, d'un téléphone payant, des supports à vélo, d'un débarcadère, et d'un stationnement incitatif. Le stationnement incitatif comprend des places de covoiturage et une station d'autopartage Zipcar. La gare n'est pas accessible aux fauteuils roulants. Les travaux d'accessibilité sont en cours pour construire des ascenseurs.

### Dessert
À compter du 24 septembre 2022, les trains de Lakeshore East s'arrêtent à la gare toutes les 15 minutes en pointe et toutes les 30 minutes hors pointe. Les trains en direction ouest continuent au-delà de la gare Union vers Aldershot, Hamilton, West Harbour et Niagara Falls.

### Intermodalité
La gare d'Eglinton est desservie par les lignes d'autobus de la Commission de transport de Toronto suivantes : 9 Bellamy, 86 Scarborough, 116 Morningside, 334 Eglinton East (autobus de nuit) et 905 Eglinton East Express. Les arrêts de 86, 116, 334 et 905 se trouvent sur Eglinton Avenue, et les arrêts de 9 sur Bellamy Road.